# Транспорт Естонії
Транспорт Естонії представлений автомобільним , залізничним , повітряним , водним (морським, річковим і озерним на Чудському і Псковському озерах)  і трубопровідним , у населених пунктах  та у міжміському сполученні діє громадський транспорт пасажирських перевезень. Площа країни дорівнює 45 228 км² (133-тє місце у світі). Форма території країни — складна, видовжена в широтному напрямку; максимальна дистанція з півночі на південь — 240 км, зі сходу на захід — 370 км. Географічне положення Естонії дозволяє країні контролювати транспортні шляхи між країнами Північної Європи; морські магістралі на Балтиці, підходи до портів Фінляндії та Росії у Фінській затоці.

## Автомобільний
Загальна довжина автошляхів у Естонії, станом на 2011 рік, дорівнює 58 412 км, з яких 10 427 км із твердим покриттям (115 км швидкісних автомагістралей) і 47 985 км без нього (72-ге місце у світі).

Автомагістралі Естонії

Федеральні траси утворюють ядро естонської дорожньої мережі. Їхня загальна довжина становить 16,465 км (або 29 % усіх доріг), 59 % з них вимощені. Вони діляться на 3 класи залежно від значення:
- головні дороги — 1601 км;
- основні дороги — 2391 км;
- другорядні дороги — 12 425 км.

| Номер | Номер європейського маршруту | Маршрут                                | Довжина (км) | Примітки |
| ----- | ---------------------------- | -------------------------------------- | ------------ | --- |
| 1     | E20                          | Таллінн — Нарва                        | 212          | автомагістраль, що починається приблизно за 60 км від Таллінна у напрямку на Санкт-Петербург, продовжується в Росії як автомагістраль Нарва (М11) |
| 2     | E263                         | Таллінн — Тарту — Виру — Лухамаа       | 286          | автомагістраль, що починається за 21 км від Таллінна перетинає Естонію у південно-східному напрямку та з'єднується з маршрутом № 7                |
| 3     | E264                         | Йихві — Тарту — Валга                  | 219          | продовжується з Валги в Ригу як латвійська автомагістраль A3                                                                                      |
| 4     | E67                          | Таллин — Пярну — Ікла                  | 193          | автомагістраль, що починається за 14 км від Таллінна, прямує на Іклу, продовжується як латвійська автомагістраль A1 в Ригу                        |
| 5     |                              | Пярну — Раквере — Симеру               | 184          | з Пярну через Пайде приєднується до маршруту № 1 поблизу Раквере                                                                                  |
| 6     |                              | Валга — Уулу                           | 125          | з Пярну через Кілінгі-Нимме у Валгу |
| 7     | E77                          | Рига — Псков                           | 22           | коротка ділянка на півдні Естонії поблизу Міссо, продовжується як російська автомагістраль A212 і латвійська автомагістраль A2                    |
| 8     | E265                         | Таллінн — Палдіскі                     | 47           | через Кейла, ділянка Кейла-Палдіскі — частина E 265, що продовжується як переправа в Капельскар                                                   |
| 9     |                              | Еесмяе — Хаапсалу — Рохукюла           | 81           | переправа з Рохукюла в Хійумаа |
| 10    |                              | Рісті — Віртсу — Куйвасту — Курессааре | 144          | переправа між Віртсу й Куйвасту (Муху) |
| 11    | E265                         | Талліннська кільцева автодорога        | 38           | |
| 12    |                              | Тарту — Вільянді — Кілінгі-Нимме       | 123          | |

## Залізничний
Загальна довжина залізничних колій країни, станом на 2014 рік, становила 1 196 км (85-те місце у світі), з яких 1 196 км широкої 1520-мм і широкої 1524-мм колії (133 км електрифіковано). Із загальної кількості колій, лише 900 використовуються для вільного перевезення вантажів і пасажирів, 300 км відносяться до закритого промислового використання.

Карта-схема залізниць Естонії
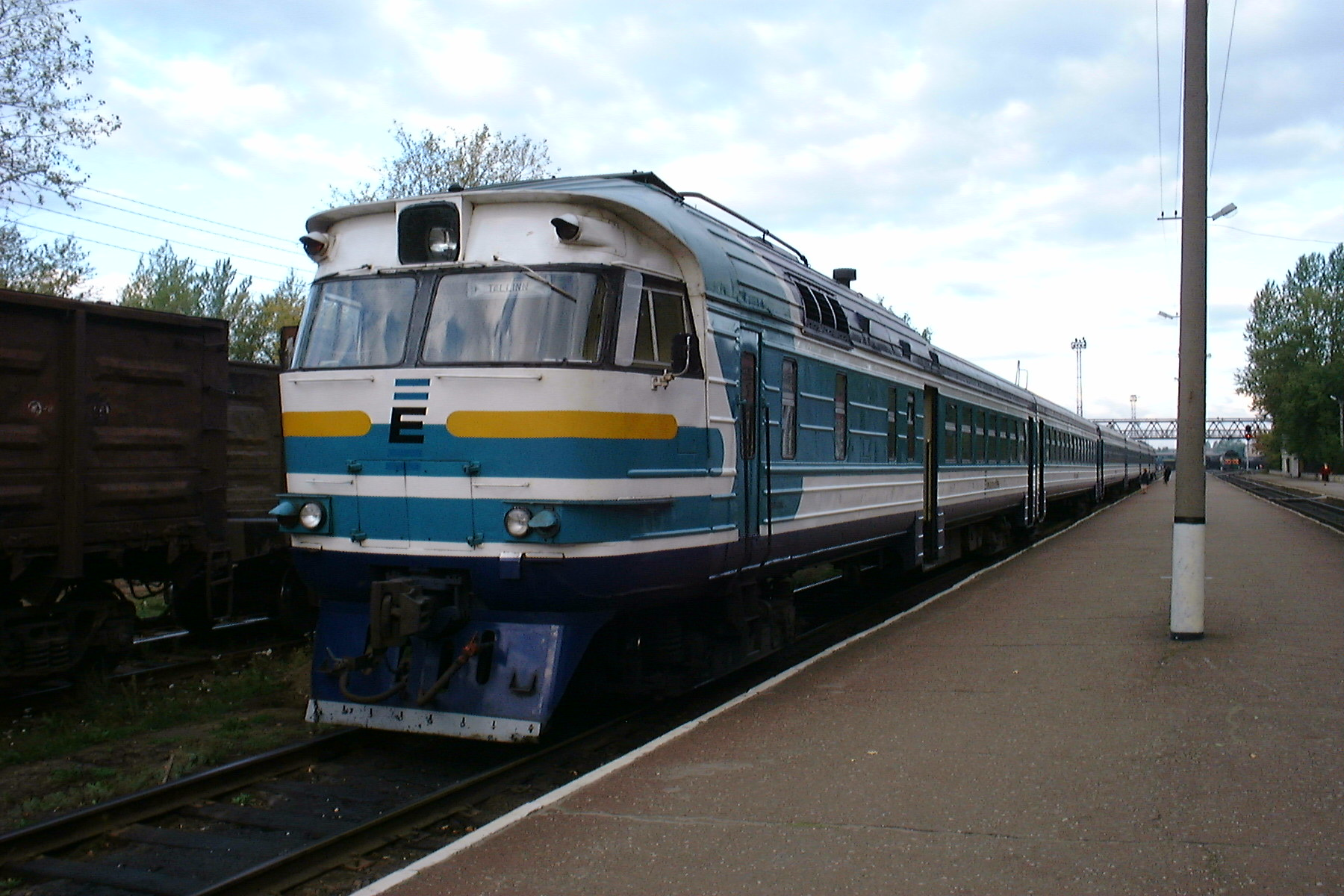
Дизельний поїзд на станції Нарва
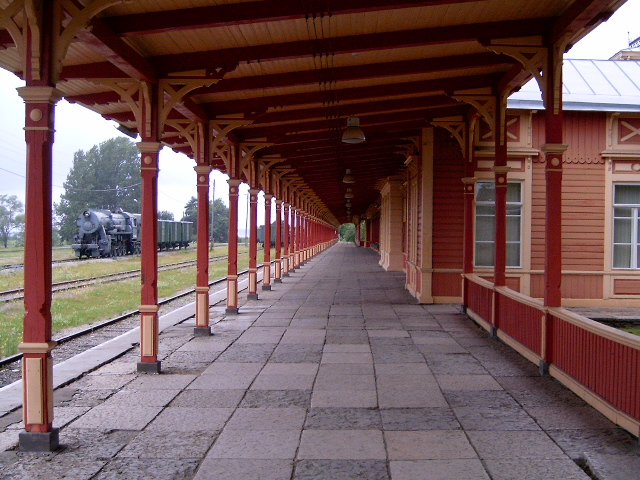
Перон Хаапсалу

Залізничне сполучення з сусідніми країнами:
- Латвія — вантажне й пасажирське (потяг Валга — Рига тричі на день).
- Росія — вантажне й пасажирське.

## Повітряний
У країні, станом на 2013 рік, діє 18 аеропортів (141-ше місце у світі), з них 13 із твердим покриттям злітно-посадкових смуг і 5 із ґрунтовим. Талліннський аеропорт імені Леннарта Мері є найбільшим аеропортом Естонії. Аеропорти країни за довжиною злітно-посадкових смуг розподіляються наступним чином (у дужках окремо кількість без твердого покриття):
- довші за 10 тис. футів (>3047 м) — 2 (0);
- від 10 тис. до 8 тис. футів (3047-2438 м) — 8 (1);
- від 8 тис. до 5 тис. футів (2437—1524 м) — 2 (1);
- від 5 тис. до 3 тис. футів (1523—914 м) — 1 (3)[1].

У країні, станом на 2015 рік, зареєстровано 3 авіапідприємства, які оперують 14 повітряними суднами. За 2015 рік загальний пасажирообіг на внутрішніх і міжнародних рейсах становив 512,3 тис. осіб. За 2015 рік повітряним транспортом було перевезено 870,3 тис. тонно-кілометрів вантажів (без врахування багажу пасажирів).
У країні, станом на 2012 рік, споруджено і діє 1 гелікоптерний майданчик.

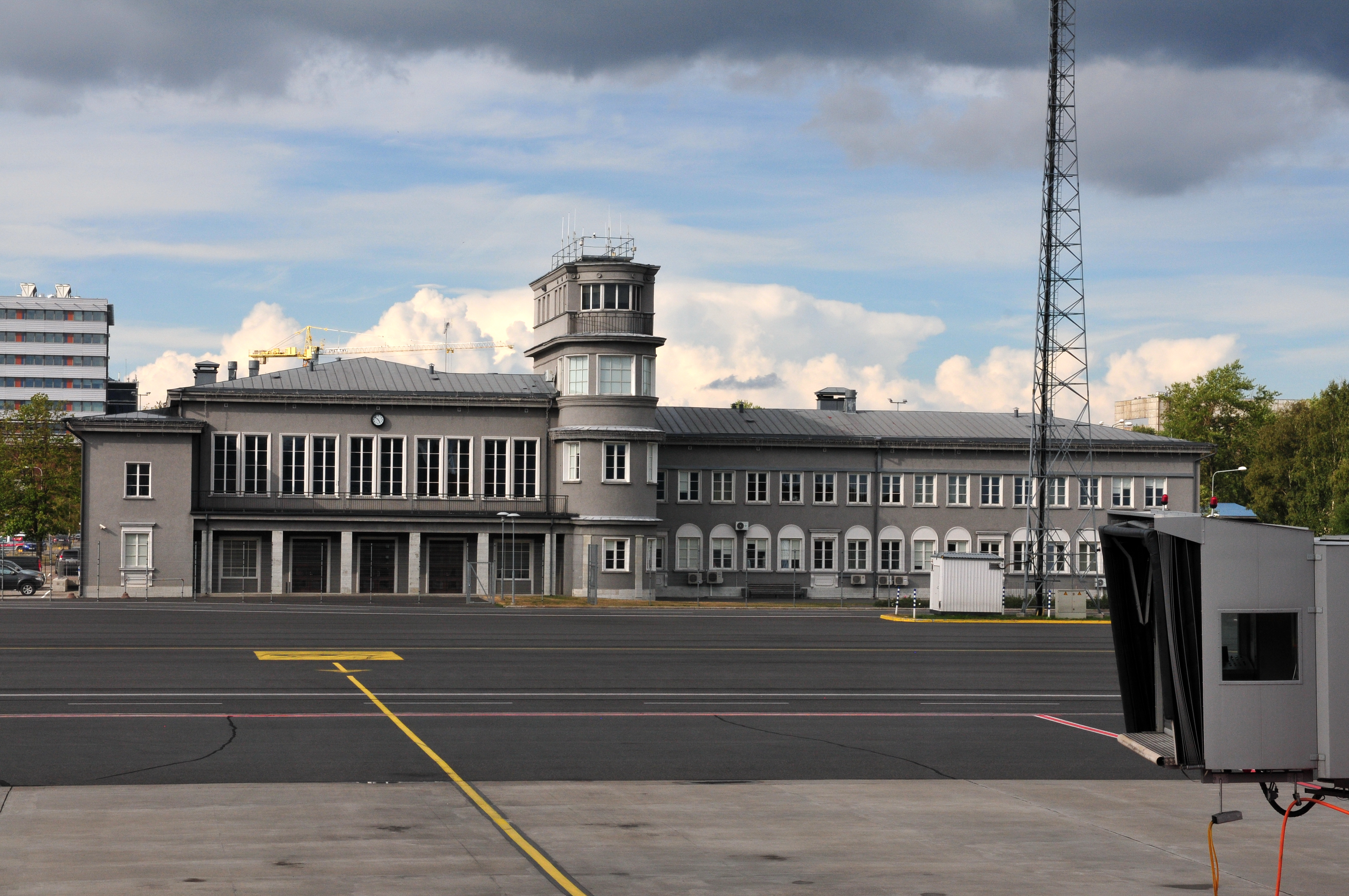
Термінал Талліннського аеропорту
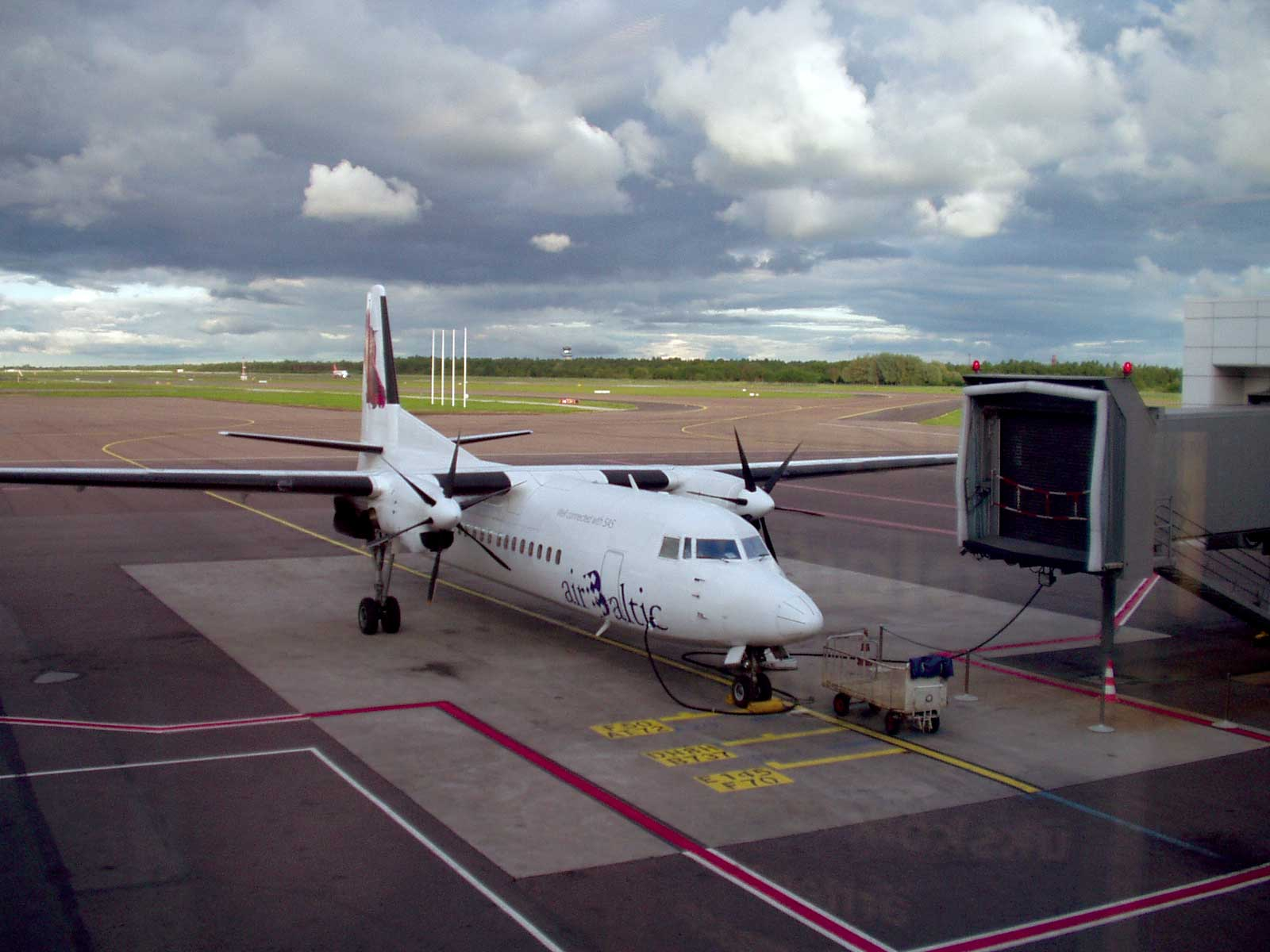
Літак Фоккер F50 авіакомпанії «Ейр Балтік» у Талліннському аеропорту

Естонія є членом Міжнародної організації цивільної авіації (ICAO). Згідно зі статтею 20 Чиказької конвенції про міжнародну цивільну авіацію 1944 року, Міжнародна організація цивільної авіації для повітряних суден країни, станом на 2016 рік, закріпила реєстраційний префікс — ES, заснований на радіопозивних, виділених Міжнародним союзом електрозв'язку (ITU). Аеропорти Естонії мають літерний код ІКАО, що починається з — EE.

## Водний

### Морський
В Естонії 45 морських портів і річкових пристаней занесено до Державного реєстру, всі морські порти розташовані на узбережжі Балтійського моря. Головні морські порти країни: Куйвасту, Кунда, Мууга (поблизу Таллінна), Пярну, Сілламяе, Таллінн (кілька портів).

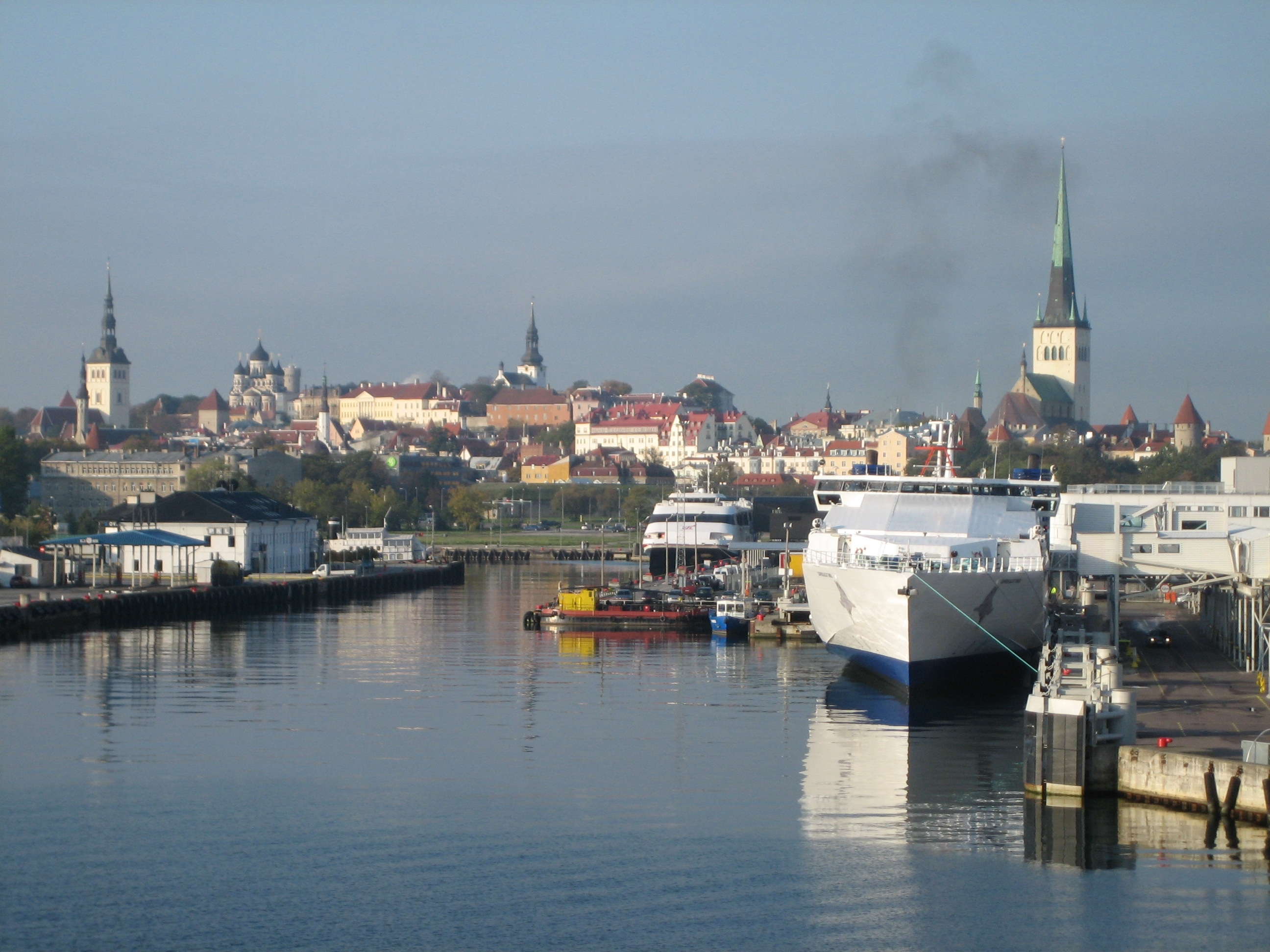
Талліннський порт
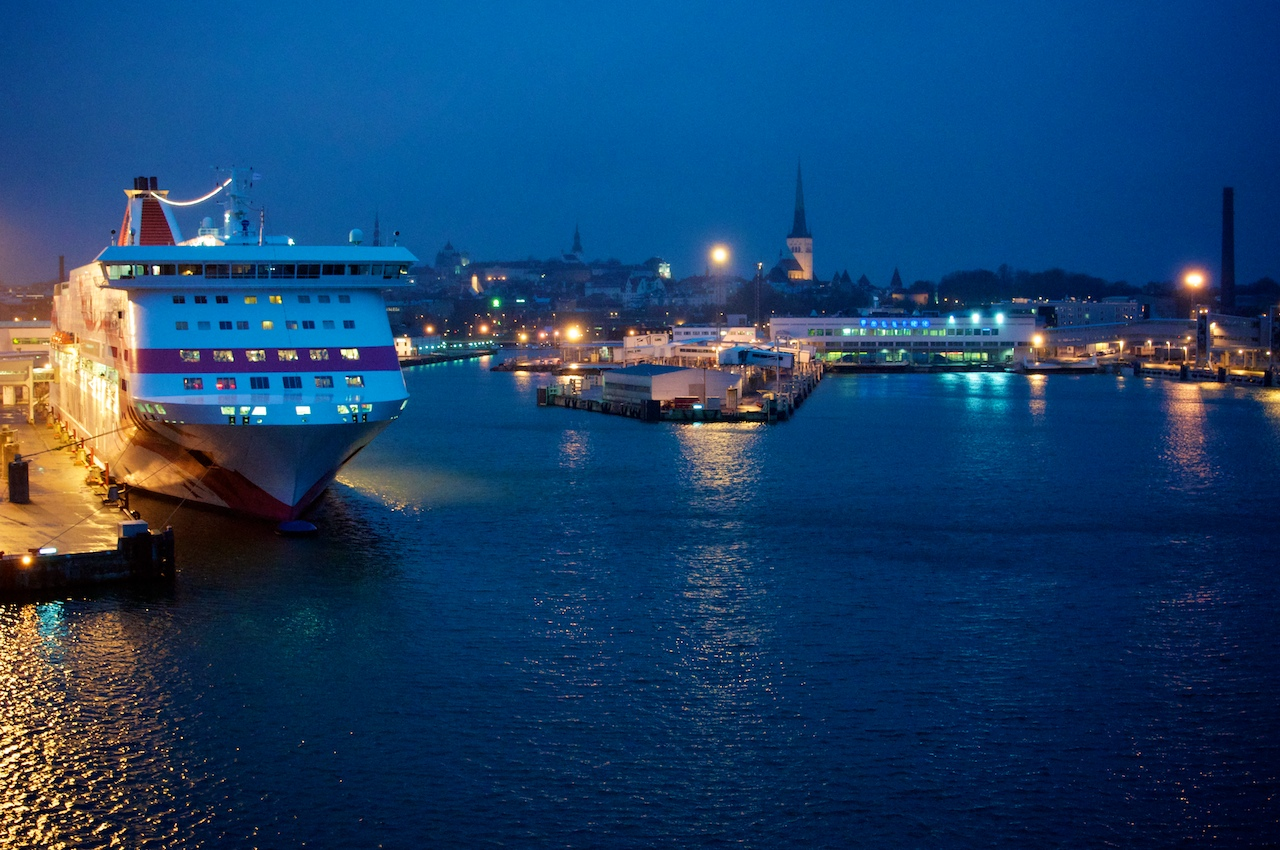
Ранок в Талліннському порту
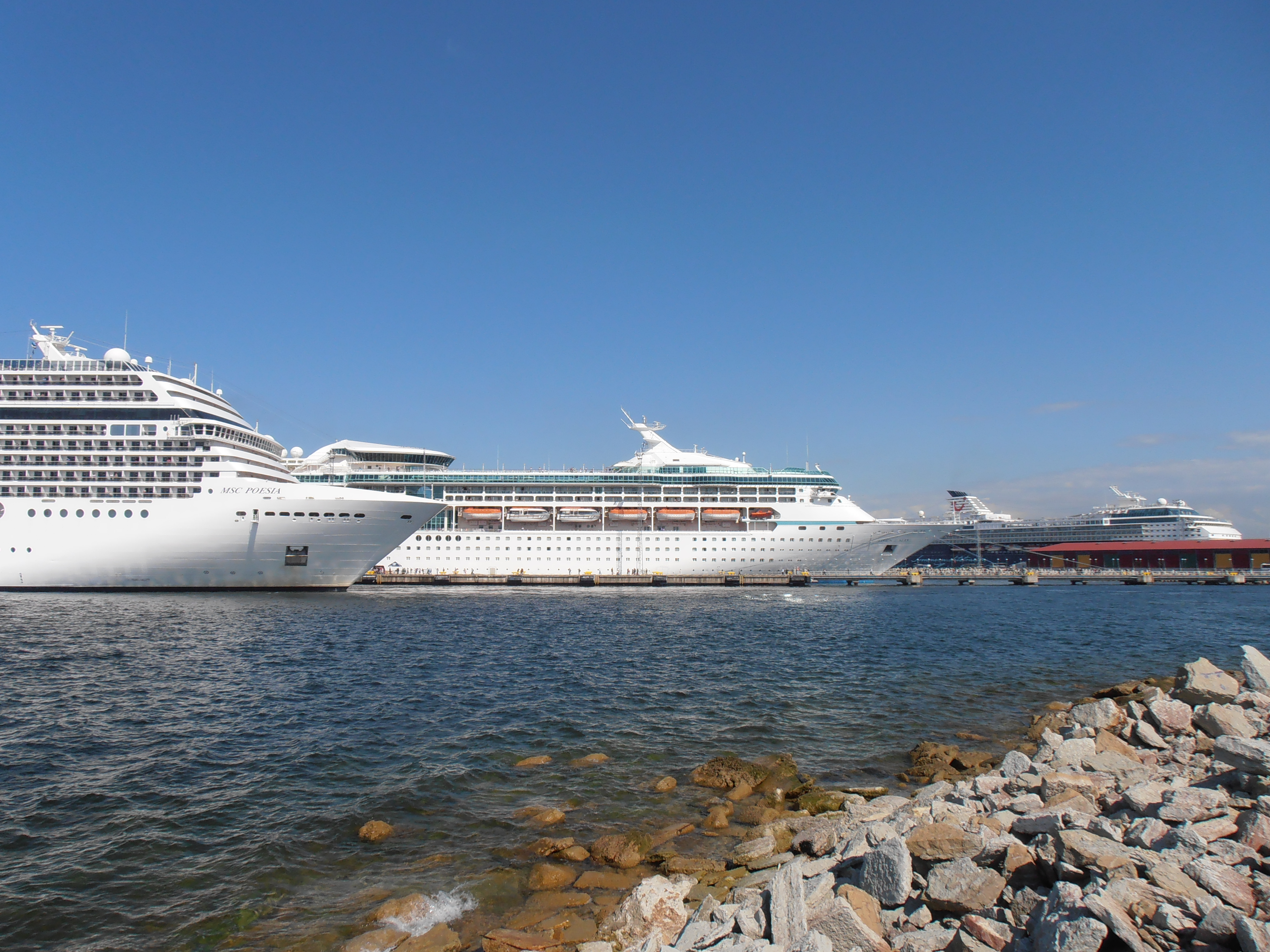
Круїзні лайнери в порту Ванасадам

Поромне сполучення з іншими країнами:
- Фінляндія;
- Аландські Острови;
- Швеція;
- Німеччина;
- Росія.

Морський торговий флот країни, станом на 2010 рік, складався з 25 морських суден з тоннажем більшим за 1 тис. реєстрових тонн (GRT) кожне (89-те місце у світі), з яких: суховантажів — 4, танкерів для хімічної продукції — 1, вантажно-пасажирських суден — 18, нафтових танкерів — 2.
Станом на 2010 рік, кількість морських торгових суден, що ходять під прапором країни, але є власністю інших держав — 3 (Німеччини — 1, Норвегії — 2); зареєстровані під прапорами інших країн — 63 (Антигуа і Барбуди — 10, Белізу — 1, Камбоджі — 1, Канади — 1, Островів Кука — 1, Кіпру — 6, Домініки — 6, Фінляндії — 2, Латвії — 3, Мальти — 16, Російської Федерації — 1, Сент-Вінсенту і Гренадин — 8, Сьєрра-Леоне — 2, Швеції — 3, Венесуели — 1, невстановленої приналежності — 1).

### Річковий
Загальна довжина судноплавних ділянок річок і водних шляхів, доступних для суден з дедвейтом понад 500 тонн, 2011 року становила 335 км (90-те місце у світі). Лише 320 км судноплавні цілий рік. Головні водні транспортні артерії країни: Нарва і Емайигі.

## Трубопровідний
Загальна довжина газогонів у Естонії, станом на 2013 рік, становила 868 км.

## Міський громадський
В Естонських містах звичайним транспортом є автобуси. Окрім того, в Таллінні є тролейбусні, трамвайні маршрути, а також морське сполучення з островом Аегна. 2017 року в столиці країни запущено автоматичні автобусні маршрути, які керуються роботом але мають людину-супровідника.

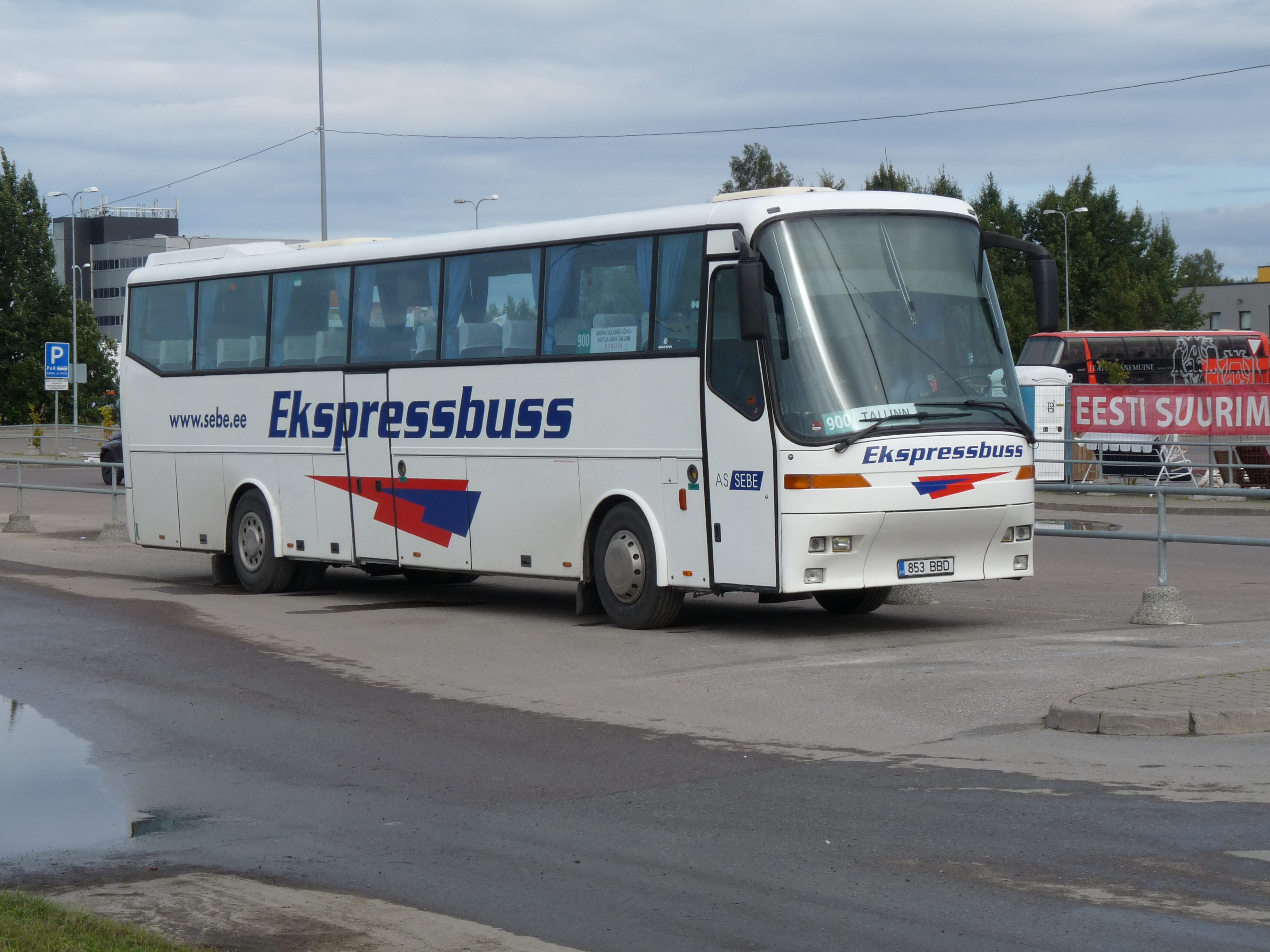
Естонський автобус
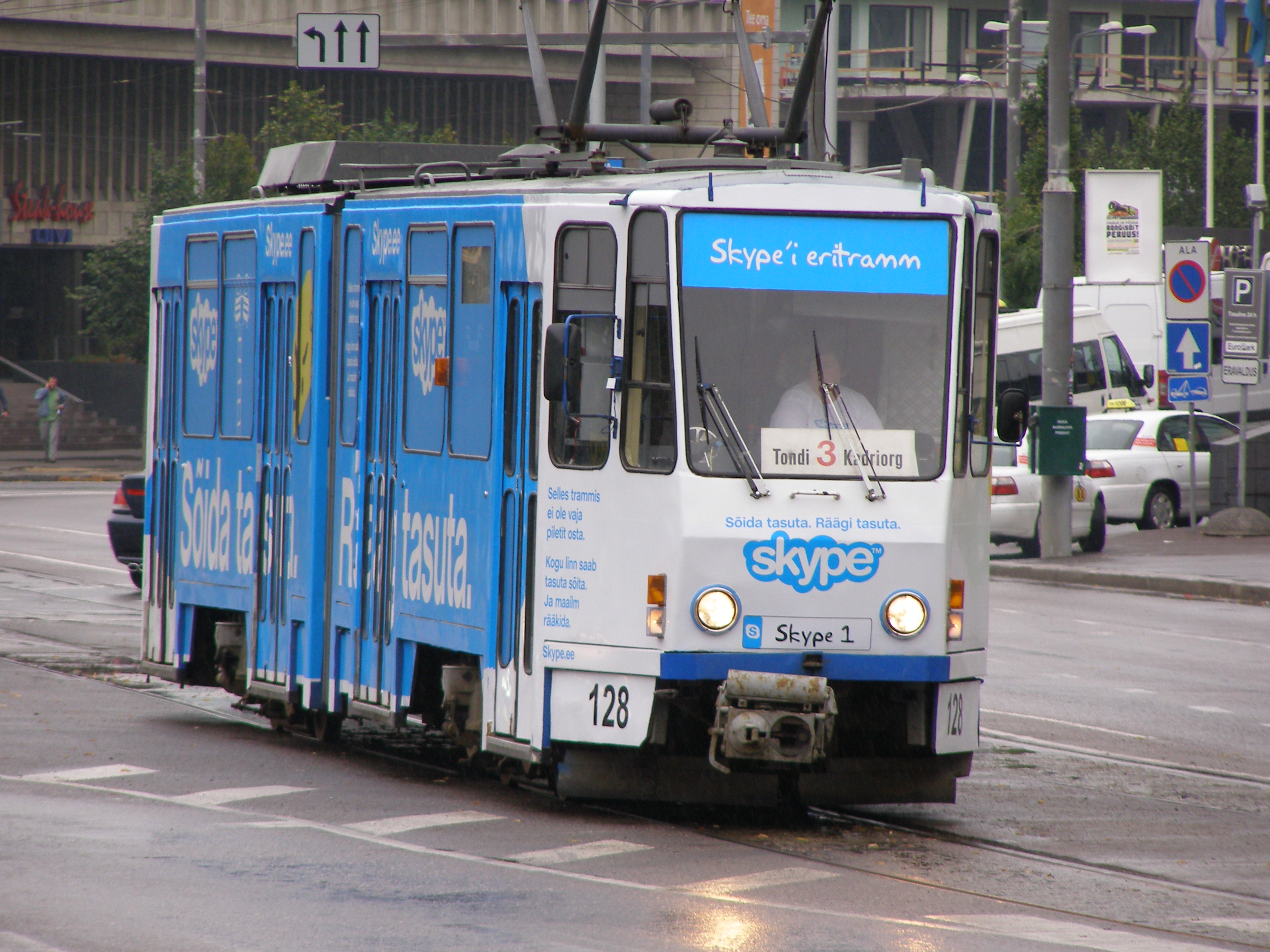
Талліннський трамвай

## Державне управління
Держава здійснює управління транспортною інфраструктурою країни через міністерство економіки та інфраструктури. Станом на 30 грудня 2016 року міністерство в уряді Юрі Ратаса очолював Кадрі Сімсон.

### Українською
- Атлас. 10-11 клас. Економічна і соціальна географія світу / упорядники :  О. Я. Скуратович, Н. І. Чанцева. — К. : ДНВП «Картографія», 2010. — ISBN 978-966-475-639-3.
- Атлас світу / голов. ред. І. С. Руденко ; зав. ред. В. В. Радченко ; відп. ред. О. В. Вакуленко. — К. : ДНВП «Картографія», 2005. — 336 с. — ISBN 9666315467.
- Безуглий В. В. Економічна і соціальна географія зарубіжних країн : Навчальний посібник. — К. : ВЦ «Академія», 2007. — 704 с. — ISBN 978-966-580-239-6.
- Безуглий В. В., Козинець С. В. Регіональна економічна і соціальна географія світу : Навчальний посібник. — видання 2-ге, доп., перероб. — К. : ВЦ «Академія», 2007. — 688 с. — ISBN 966-580-144-9.
- Дахно І. І. Країни світу: Енциклопедичний довідник / І. І. Дахно, С. М. Тимофієв. — К. : Мапа, 2011. — 606 с. — (Бібліотека нового українця) — ISBN 978-966-8804-23-6.
- Дахно І. І. Економічна географія зарубіжних країн : навчальний посібник. — К. : Центр учбової літератури, 2014. — 319 с. — ISBN 978-611-01-0682-5.
- Дорошенко В. І. Географія транспорту : Навчальний посібник / В. І. Дорошенко, К. Д. Діденко. — К. : Київський нац. ун-т ім. Т. Шевченка, 2010. — 183 с. — ISBN 978-966-439-329-1.
- Дубович І. А. Країнознавчий словник-довідник. — 5-те вид., перероб. і доп. — К. : Знання, 2008. — 839 с. — ISBN 978-966-346-330-8.
- Економічна і соціальна географія країн світу : Навчальний посібник / За ред. С. П. Кузика. — Л. : Світ, 2002. — 672 с. — ISBN 966-603-178-7.
- Зарубіжна транспортна географія : навчальний посібник / уклад. : Петрашевський О. Л. и др. — К. : Національний транспортний університет, 2015. — 95 с. — ISBN 978-966-632-227-5.
- Юрківський В. М. Регіональна економічна і соціальна географія. Зарубіжні країни : Підручник. — К. : Либідь, 2001. — 416 с. — ISBN 966-06-0092-5.

### Англійською
- (англ.) Modern Transport Geography / Hoyle, B. and R. Knowles (eds). — Second Edition,. — London : Wiley, 1998.
- (англ.) Rodrigue, J-P. The Geography of Transport Systems. — Fourth Edition. — N. Y. : Routledge, 2017. — 440 с. — ISBN 978-1138669574.
- (англ.) Taaffe E. J., Gauthier H. L. and O'Kelly M. E. Geography of transportation. — Second Edition. — N. Y. : Prentice Hall, 1996. — ISBN 0-13-368572-1.
- (англ.) Black, W. Transportation: A Geographical Analysis. — N. Y. : Guilford, 2003.

### Російською
- (рос.) Максаковский В. П. Географическая картина мира. Книга I: Общая характеристика мира. — М. : Дрофа, 2008. — 495 с. — ISBN 978-5-358-05275-8.
- (рос.) Максаковский В. П. Географическая картина мира. Книга II: Региональная характеристика мира. — М. : Дрофа, 2009. — 480 с. — ISBN 978-5-358-06280-1.
- (рос.) Физико-географический атлас мира. — М. : Академия наук СССР и главное управление геодезии и картографии ГГК СССР, 1964. — 298 с.
- (рос.) Шаповал Н. С. Транспортная география и транспортные системы мира : учебное пособие. — К. : Центр учбової літератури, 2006. — 188 с. — ISBN 000-0000-00-4.
- (рос.) Экономическая, социальная и политическая география мира. Регионы и страны / под ред. С. Б. Лаврова, Н. В. Каледина. — М. : Гардарики, 2002. — 928 с. — ISBN 5-8297-0039-5.
- (рос.) Энциклопедия стран мира / глав. ред. Н. А. Симония. — М. : НПО «Экономика» РАН, отделение общественных наук, 2004. — 1319 с. — ISBN 5-282-02318-0.